# Ragalna
Ragalna is een gemeente in de Italiaanse provincie Catania (regio Sicilië) en telt 3187 inwoners (31-12-2004). De oppervlakte bedraagt 39,2 km², de bevolkingsdichtheid is 81 inwoners per km².

## Demografie
Ragalna telt ongeveer 1326 huishoudens. Het aantal inwoners steeg in de periode 1991-2001 met 19,8% volgens cijfers uit de tienjaarlijkse volkstellingen van ISTAT.
| Jaar | Inwoneraantal |
| ---- | ------------- |
| 1991 | 2591          |
| 2001 | 3103          |

## Geografie
De gemeente ligt op ongeveer 830 m boven zeeniveau.
Ragalna grenst aan de volgende gemeenten: Belpasso, Biancavilla, Paternò, Santa Maria di Licodia.
Aci Bonaccorsi · Aci Castello · Aci Catena · Aci Sant'Antonio · Acireale · Adrano · Belpasso · Biancavilla · Bronte · Calatabiano · Caltagirone · Camporotondo Etneo · Castel di Judica · Castiglione di Sicilia · Catania · Fiumefreddo di Sicilia · Giarre · Grammichele · Gravina di Catania · Licodia Eubea · Linguaglossa · Maletto · Maniace · Mascali · Mascalucia · Mazzarrone · Militello in Val di Catania · Milo · Mineo · Mirabella Imbaccari · Misterbianco · Motta Sant'Anastasia · Nicolosi · Palagonia · Paternò · Pedara · Piedimonte Etneo · Raddusa · Ragalna · Ramacca · Randazzo · Riposto · San Cono · San Giovanni la Punta · San Gregorio di Catania · San Michele di Ganzaria · San Pietro Clarenza · Sant'Agata li Battiati · Sant'Alfio · Santa Maria di Licodia · Santa Venerina · Scordia · Trecastagni · Tremestieri Etneo · Valverde · Viagrande · Vizzini · Zafferana Etnea
1. ↑  https://demo.istat.it/?l=it.